# Estación Rosario Norte
La Estación Rosario Norte es una estación de la red ferroviaria argentina, perteneciente al Ferrocarril General Bartolomé Mitre y ubicada en el Ramal Retiro - Rosario. Es la principal estación ferroviaria de la ciudad de Rosario, Provincia de Santa Fe, Argentina. Actualmente funciona como terminal del servicio que se presta entre esa ciudad y la estación Retiro Mitre, en la ciudad de Buenos Aires.

## Servicios
La estación recibe actualmente trenes interurbanos de pasajeros de Trenes Argentinos Operaciones. Allí se detienen el servicio Retiro San Martín - Córdoba, el servicio Retiro San Martín - Tucumán y, desde junio de 2016, el servicio Retiro San Martín - Rosario Norte. y el tren regional de cercanías Rosario Norte - Cañada de Gomez
Todos los servicios son operados por la empresa estatal Trenes Argentinos Operaciones.
Hasta 1992, fue probablemente la estación de mayor actividad ferroviaria fuera de Buenos Aires, por aquí pasaban los trenes "Rayo de Sol" (Retiro - Córdoba), "Estrella del Norte" (Retiro - Tucumán) y "El Santafesino" (Retiro - Santa Fe), y era cabecera de los trenes que unían Retiro con Rosario, como "El Porteño", "Ciudad de Buenos Aires", "El Rosarino" y "Ciudad de Rosario".
Además también pasaban otros servicios a Tucumán ("Independencia") y Córdoba ("El Serranoche"), ramales con mayor tráfico en temporada de verano, además de los servicios mixtos de cargas y pasajeros.
Hasta los 70's y parte de los 80's había también trenes locales y regionales a Cañada de Gómez, Casilda, Pérez, San Nicolás, San Lorenzo, Las Varillas y San Francisco, etc, entre otros destinos.
Desde 1992 la actividad quedó reducida al mínimo, con unos pocos servicios semanales, y en largos intervalos, incluso sin trenes de pasajeros.

## Ubicación
Está ubicada en la Avenida Aristóbulo del Valle en la intersección con la calle Callao, al norte de la ciudad en el Barrio Pichincha (32°55′51″S 60°39′27″O / -32.93083997, -60.6574).

## Historia

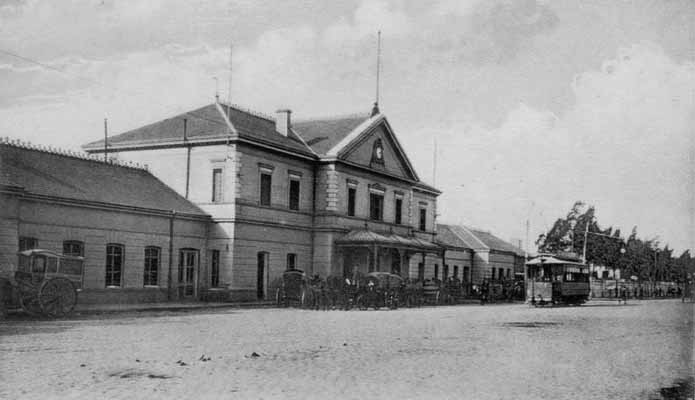
Rosario Norte, alrededor de 1900.

La construcción era la estación terminal del Ferrocarril Buenos Aires a Rosario. En 1885 se habilitó al público esta línea férrea, siendo la primera en unir Rosario y Buenos Aires (a unos 300 km al sudsudeste). Desde Rosario Norte la línea continuaba al noroeste, cruzando varias provincias argentinas hasta alcanzar la ciudad de San Miguel de Tucumán. En 1908, luego de la unión entre las compañías Ferrocarril Buenos Aires a Rosario y  Ferrocarril Central Argentino, esta estación se reservó para los viajes de larga distancias y servicios expresos. Entre 1935 y 1940, unos pocos años después de la "época dorada" de la red de ferrocarriles de la Argentina, por Rosario Norte pasaban 326.000 pasajeros por año (más de 800 diarios).

En 1977 casi todos los servicios locales y de media distancia fueron cancelados. Los pocos servicios que seguían activos en Rosario comenzaron a operar solamente desde la Estación Rosario Norte. Desde 1991 el gobierno nacional eliminó los servicios de trenes de pasajeros de larga distancia, mientras que los servicios de carga se privatizaron. En julio de 1992 dejaron de circular los trenes entre la Estación Rosario Norte y la Estación Retiro Mitre en Buenos Aires, y en marzo de 1993 los servicios que operaban desde Rosario Norte hasta Tucumán sufrieron el mismo destino.
En octubre de 1997 se reactivó la Estación Rosario Norte, ya que el gobierno de Tucumán le otorgó la explotación de un nuevo servicio de pasajeros entre Tucumán y Buenos Aires a la empresa Tucumán Ferrocarriles. Al mismo tiempo, la municipalidad de Rosario se quedó con la mayor parte del edificio, y comenzó a reformarlo para usarlo con fines administrativos. En junio de 1999 se instaló la Secretaría de Cultura y Educación del municipio, compartiendo las instalaciones con Tucumán Ferrocarriles y con una compañía de trenes de carga Nuevo Central Argentino (NCA).
Al comienzo del nuevo milenio continuó la restauración y el mantenimiento de la infraestructura de la estación, agregándose nuevos servicios. 
Desde octubre de 2014 la empresa estatal Trenes Argentinos Operaciones se hace cargo plenamente de este servicio.

En la actualidad los trenes generales vuelven a llegar a Rosario Norte, tras el despeje de vías entre Rosario Sur y la misma.

## Imágenes

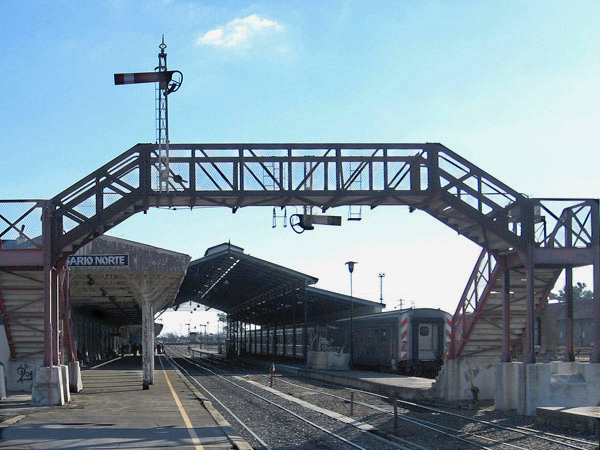
Estación Rosario Norte
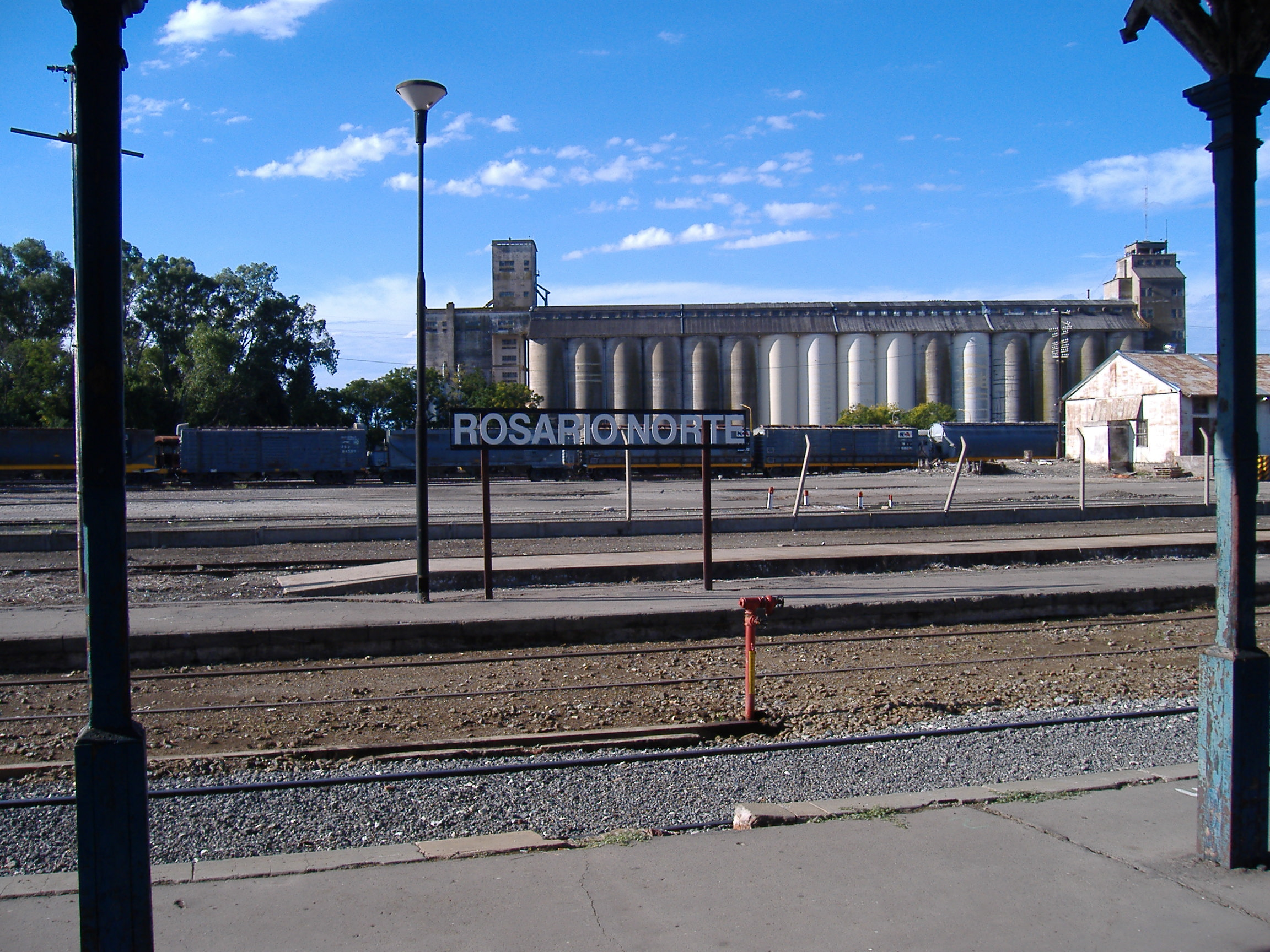
El andén y el viejo cartel en el fondo de la estación.
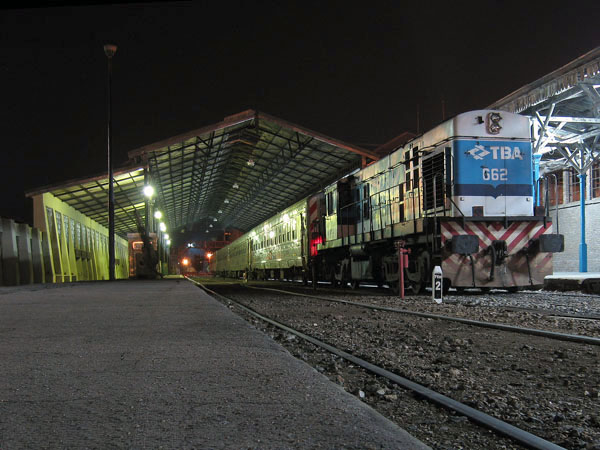
Tren a Retiro en Rosario Norte.